# Gustavo Francesconi
Gustavo Francesconi (Milano, 20 ottobre 1900 – ...) è stato un calciatore italiano, di ruolo difensore.

## Statistiche

### Presenze e reti nei club
| Stagione        | Club            | Campionato      | Campionato | Campionato |
| Stagione        | Club            | Comp            | Pres       | Reti       |
| --------------- | --------------- | --------------- | ---------- | ---------- |
| 1919-1920       | Inter           | Prima Categoria | 21         | 0          |
| 1921-1922       | Padova          | Prima Categoria | 14         | 0          |
| 1922-1923       | Padova          | Prima Divisione | 3          | 0          |
| 1923-1924       | Inter           | Prima Divisione | 20         | 0          |
| 1924-1925       | Inter           | Prima Divisione | 21         | 0          |
| Totale Inter    | Totale Inter    |                 | 62         | 0          |
| Totale Padova   | Totale Padova   |                 | 17         | 0          |
| Totale carriera | Totale carriera |                 | 79         | 0          |

## Palmarès

### Club
Campionato italiano: 1 
Inter: 1919-1920